# Steatoda xerophila
Steatoda xerophila är en spindelart som beskrevs av Levy och Amitai 1982. Steatoda xerophila ingår i släktet vaxspindlar, och familjen klotspindlar.
Artens utbredningsområde är Israel. Inga underarter finns listade i Catalogue of Life.